# Maskajmy
Maskajmy (do 1945 r. niem. Klein Maxkeim) – dawna kolonia w Polsce położona w województwie warmińsko-mazurskim, w powiecie bartoszyckim, gminie Górowo Iławeckie. W latach 1975–1998 miejscowość należała administracyjnie do województwa olsztyńskiego.
Drugi człon w nazwie -keim (pruskie kajm) wskazuje na powstanie wsi w początkowym okresie państwa krzyżackiego i pochodzenie nazwy z języka staropruskiego.
Wieś wzmiankowana w dokumentach w 1889 r. jako majątek ziemski o powierzchni 180 ha. W 1970 r. była to kolonia Nowej Wsi. W tym czasie w Maskajmach były trzy domy, stojące w rozproszonej zabudowie. We wsi mieszkało 14 osób i funkcjonowały 3 indywidualne gospodarstwa rolne o łącznym areale 32 ha. W gospodarstwach tych hodowano 18 sztuk bydła, 17 świń, 5 koni i 4 owce. W 1983 r. miejscowość już nie istniała.